# 薇吉妮·愛菲亞
薇吉妮·愛菲亞（法語：Virginie Efira，1977年5月5日—）是比利時女演員。出身於比利時布魯塞爾，原先是法國電視台的當家主播，憑藉著高人氣與高收視率，轉職專心於演藝事業，並屢屢帶來亮眼成績。
薇吉尼愛菲亞在浪漫喜劇《It Boy》（2013）中首次擔任主角，後來憑藉著《維多莉亞沒有祕密》（2016）中出色的表現而廣受好評，因此獲得馬格利特獎最佳女主角與凱薩獎最佳女主角的提名。隨後出演保羅范赫文的驚悚電影《她的危險遊戲》（2016），另有《寂寞診療室》（2019）、《蠢蛋告別式》（2020）等代表作品。並於2021年再度參與保羅范赫文的續作《聖慾》的演出，飾演中世紀義大利修道院一名名為貝妮蒂塔的修女。
2023年以《她和他的女兒》奪下法國盧米埃獎最佳女主角，更以《巴黎記憶》（Paris Memories）的恐怖攻擊倖存者一角，勇奪生涯第一座凱薩獎最佳女主角。

## 歷年作品

### 電影
- 2009《痞子貴族》The Barons
- 2010《完全自殺門診》Kill Me Please
- 2010《巴黎奇緣》L'amour, c'est mieux à deux
- 2011《冏愛成真》My worst nightmare
- 2011《帶ㄙㄞˋ男朋友》La chance de ma vie
- 2013《逆轉風帆》Turning Tide
- 2013《二十歲的差距》20 ans d'écart
- 2016《她的危險遊戲》Elle
- 2016《維多莉亞沒有祕密》In Bed with Victoria
- 2016《我的哈比情人》Up for Love
- 2018《白牙》White Fang（動畫配音）
- 2018《囧叔大翻身》Sink or Swim
- 2019《寂寞診療室》Sybil
- 2020《厄夜送行者》Night Shift
- 2020《蠢蛋告別式》Bye Bye Morons
- 2021《越界分身》Madeleine Collins
- 2021《聖慾》Benedetta
- 2022《唐璜羅曼死》Don Juan
- 2022《她和他的女兒》Other People's Children
- 2023《Rien à perdre》
- 2023《L'amour et les forêts》

## 獎項和提名
| 年分 | 獎項         | 類別       | 電影名稱         | 結果 | 來源  |
| ---- | ------------ | ---------- | ---------------- | ---- | ----- |
| 2011 | 馬格利特獎   | 觀眾票選獎 | Herself          | 獲獎 |       |
| 2011 | 馬格利特獎   | 最佳女配角 | 完全自殺門診     | 提名 |       |
| 2016 | 馬格利特獎   | 最佳女配角 | 她的危險遊戲     | 提名 |       |
| 2016 | 馬格利特獎   | 最佳女主角 | 維多莉亞沒有祕密 | 獲獎 |       |
| 2017 | 盧米埃電影獎 | 最佳女主角 | 維多莉亞沒有祕密 | 提名 |       |
| 2017 | 凱薩獎       | 最佳女主角 | 維多莉亞沒有祕密 | 提名 |       |
| 2017 | 水晶球獎     | 最佳女主角 | 我的哈比情人     | 提名 |       |
| 2019 | 水晶球獎     | 最佳女主角 | 不可能的愛情     | 提名 |       |
| 2019 | 盧米埃電影獎 | 最佳女主角 | 不可能的愛情     | 提名 |       |
| 2019 | 凱薩獎       | 最佳女主角 | 不可能的愛情     | 提名 |       |
| 2019 | 凱薩獎       | 最佳女配角 | 囧叔大翻身       | 提名 |       |
| 2021 | 盧米埃電影獎 | 最佳女主角 | 蠢蛋告別式       | 提名 |       |
| 2021 | 凱薩獎       | 最佳女主角 | 蠢蛋告別式       | 提名 |       |
| 2021 | 馬格利特獎   | 最佳女主角 | 蠢蛋告別式       | 提名 |       |
| 2022 | 凱薩獎       | 最佳女主角 | 聖慾             | 提名 | [ 5 ] |
| 2022 | 盧米埃電影獎 | 最佳女主角 | 聖慾             | 提名 | [ 6 ] |
| 2023 | 盧米埃電影獎 | 最佳女主角 | 她和他的女兒     | 獲獎 | [ 7 ] |
| 2023 | 凱薩獎       | 最佳女主角 | 巴黎記憶         | 獲獎 | [ 8 ] |